# ヤディエル・ペドロソ
ヤディエル・ペドロソ・ゴンサレス（Yadier Pedroso Gonzalez , 1986年4月9日 - 2013年3月16日）は、キューバ共和国ハバナ州（現：アルテミサ州）グアナハイ出身の野球選手（投手）。右投げ右打ち。愛称は"Pedrosito"（ペドロシト）。
父はキューバリーグで通算101勝を挙げた名投手のホセ・マルエル・ペドロソ。

## 経歴
2004-2005年国内リーグのバケーロ・デ・ラ・アバナでデビューし、新人王に輝いた。2004年9月に台湾で開催された第21回AAA世界野球選手権大会のキューバ代表に選出された。決勝戦でダルビッシュ有と投げ合って日本の高校選抜を1被安打に抑え、完封して名を上げた。
2006年3月に、この年から開催される事となったワールド・ベースボール・クラシックのキューバ代表に選出された。この当時、僅か19歳だった。日本との決勝戦にも登板した。
2007-2008シーズンは105.1回を投げて106奪三振を記録、被安打率を下げ、防御率も2.73にまで改善した。2008-2009シーズンは防御率1.91を記録し、最優秀防御率のタイトルを獲得した。
2008年8月に、北京オリンピックにおける野球競技のキューバ代表に選出された。オランダ戦に唯一登板し、3回を投げて6被安打・2失点を記録した。
2009年の第2回WBCのキューバ代表選考からは漏れた。
2010年10月に、第17回IBAFインターコンチネンタルカップのキューバ代表に選出された。この大会では、リリーフ投手として5.0回・9奪三振・防御率1.80の成績を残し、リリーフ投手のベストナインに輝いた。
2011年11月に、第39回IBAFワールドカップのキューバ代表に選出された。この大会では、10.2回・防御率1.69の活躍でリリーフ投手のベストナインに輝いた。
2011-2012シーズンにそれまで所属していたバケーロス・デ・ラ・アバナが消滅し、新チームのカサドレス・デ・アルテミサへ移籍した。このシーズンは129.1回・128奪三振を記録し、最多奪三振のタイトルを獲得した。
2012年11月6日に、「侍ジャパンマッチ2012「日本代表 VS キューバ代表」」のキューバ代表が発表され 代表入りした。第1戦で先発投手として登板し、3.1回・1失点で敗戦投手となった。この頃から右肩の故障に苦しみ、復帰後も国内リーグで不安定な投球が続いた。同日、台湾で行われたサンダーシリーズのため来台した。サンダーシリーズ終了後の、14日に来日した。
2013年3月に、第3回WBCのキューバ代表に選出され 2大会振り2度目の選出を果たした。この大会では、リリーフで2試合に登板したものの、第2ラウンド初戦の対オランダ戦でジョナサン・スコープに3点本塁打を打たれるなど、大会防御率5.40と結果を残せなかった。キューバはこの試合に続いて次のオランダ戦にも敗れ、2大会連続で準決勝進出を逃した。
大会から帰国後の同月16日午後10時半頃、アルテミサ州の道路で乗っていた車が大型トラックと正面衝突する交通事故を起こし、同乗者3人とともに事故死した。26歳没。

## プレースタイル
平均89mph（約143km/h）の速球と落差の大きいフォークボールのコンビネーションで投球回以上の奪三振数を記録する、キューバ国内では数少ない本格派投手だった。デビュー当初は好投している試合でも突如崩れるなど、安定感が課題であったものの、2007-2008シーズン以降は安定度が増し、国内屈指の若手右腕となった。

## 詳細情報

### 年度別投手成績
| 年 度     | 球 団     | 登 板 | 先 発 | 完 投 | 完 封 | 無 四 球 | 勝 利 | 敗 戦 | セ 丨 ブ | ホ 丨 ル ド | 勝 率 | 打 者 | 投 球 回 | 被 安 打 | 被 本 塁 打 | 与 四 球 | 敬 遠 | 与 死 球 | 奪 三 振 | 暴 投 | ボ 丨 ク | 失 点 | 自 責 点 | 防 御 率 | W H I P |
| --------- | --------- | ----- | ----- | ----- | ----- | -------- | ----- | ----- | -------- | ----------- | ----- | ----- | -------- | -------- | ----------- | -------- | ----- | -------- | -------- | ----- | -------- | ----- | -------- | -------- | ------- |
| 2004-2005 | HAB       | 17    | 17    | 2     | 1     | --       | 11    | 4     | 0        | --          | .733  | 481   | 113.0    | 93       | 2           | 50       | 4     | 10       | 90       | 10    | 1        | 35    | 31       | 2.47     | 1.27    |
| 2005-2006 | HAB       | 18    | 18    | 3     | 1     | --       | 8     | 5     | 0        | --          | .615  | 503   | 116.2    | 109      | 9           | 42       | 4     | 4        | 90       | 5     | 0        | 60    | 47       | 3.63     | 1.29    |
| 2006-2007 | HAB       | 18    | 18    | 0     | 0     | --       | 7     | 7     | 0        | --          | .500  | 439   | 100.0    | 104      | 3           | 35       | 5     | 10       | 88       | 4     | 1        | 53    | 41       | 3.69     | 1.39    |
| 2007-2008 | HAB       | 17    | 16    | 1     | 0     | --       | 8     | 3     | 0        | --          | .727  | 433   | 105.1    | 81       | 8           | 35       | 3     | 11       | 106      | 4     | 0        | 37    | 32       | 2.73     | 1.10    |
| 2008-2009 | HAB       | 16    | 16    | 3     | 1     | --       | 9     | 3     | 0        | --          | .750  | 461   | 113.0    | 89       | 4           | 33       | 4     | 3        | 114      | 6     | 0        | 34    | 24       | 1.91     | 1.08    |
| 2009-2010 | HAB       | 13    | 12    | 0     | 0     | --       | 7     | 3     | 1        | --          | .700  | 326   | 74.1     | 73       | 6           | 28       | 2     | 5        | 59       | 3     | 0        | 30    | 27       | 3.27     | 1.36    |
| 2010-2011 | HAB       | 13    | 13    | 4     | 1     | --       | 7     | 4     | 0        | --          | .636  | 378   | 92.0     | 77       | 6           | 30       | 2     | 7        | 73       | 8     | 0        | 38    | 31       | 3.03     | 1.16    |
| 2011-2012 | ART       | 20    | 18    | 2     | 0     | --       | 10    | 6     | 1        | --          | .625  | 512   | 129.1    | 97       | 9           | 34       | 3     | 6        | 128      | 5     | 0        | 47    | 38       | 2.64     | 1.01    |
| 2012-2013 | ART       | 7     | 5     | 0     | 0     | --       | 0     | 2     | 0        | --          | .000  | 140   | 30.1     | 33       | 4           | 15       | 3     | 2        | 24       | 5     | 0        | 21    | 19       | 5.64     | 1.58    |
| 通算：9年 | 通算：9年 | 139   | 133   | 15    | 4     | --       | 67    | 37    | 2        | --          | .644  | 3673  | 874.0    | 756      | 51          | 302      | 30    | 58       | 772      | 50    | 2        | 355   | 290      | 2.99     | 1.21    |

- 各年度の太字はリーグ最高
- キューバで通常用いられる個人通算成績は、プレーオフや選抜リーグなども合算するため、この表の合計とは一致しない

### 獲得タイトル・表彰
CNS
- 新人王 （2005年）
- 最優秀防御率：1回 （2009年）
- 最多奪三振：1回 （2012年）

国際大会
- 第17回インターコンチネンタルカップ・リリーフ投手ベストナイン（2010年）
- 第39回ワールドカップ・リリーフ投手ベストナイン（2011年）

### 代表歴
- 2004年AAA世界野球選手権大会キューバ代表
- 2006 ワールド・ベースボール・クラシック・キューバ代表
- 2008年北京オリンピックの野球競技・キューバ代表
- 2010 IBAFインターコンチネンタルカップ キューバ代表
- 2001 IBAFワールドカップ キューバ代表
- 2013 ワールド・ベースボール・クラシック・キューバ代表